# Стрижів
Стрижів (пол. Strzyżów) — місто в південно-східній Польщі, на річці Віслок.
Адміністративний центр Стрижівського повіту Підкарпатського воєводства.

## Демографія
Демографічна структура станом на 31 березня 2011 року:
|          | Загалом | Допрацездатний вік | Працездатний вік | Постпрацездатний вік |
| -------- | ------- | ------------------ | ---------------- | -------------------- |
| Чоловіки | 4316    | 884                | 2992             | 440                  |
| Жінки    | 4586    | 765                | 2830             | 991                  |
| Разом    | 8902    | 1649               | 5822             | 1431                 |